# 32770 Starchik
32770 Starchik è un asteroide della fascia principale. Scoperto nel 1984, presenta un'orbita caratterizzata da un semiasse maggiore pari a 2,2351653 UA e da un'eccentricità di 0,1717555, inclinata di 2,52681° rispetto all'eclittica.